# Астрахан
Астрахан (рус. Астрахань) град је у Русији и административни центар Астраханске области. Најстарији привредни и културни центар Доње Волге и Каспијског региона. Укључен у листу историјских градова Русије. Формира градски округ град Астрахан. Центар Астраханске градске агломерације.
Налази се у горњем делу ушћа Волге, на 11 острва Каспијске низије. Удаљеност до Москве друмом је 1400 км. Град је подељен на 4 административна рејона: Кировски, Советски, Лењински и Трусовски. Према попису становништва из 2022. у граду је живело 518.695 становника. У Астрахану живе представници више од 200 националности, 19 конфесија, постоји 170 друштава националних култура.
Овде постоји Астрахански аеродром.

## Етимологија
Постоји много легендарних и полулегендарних верзија о пореклу имена града.
Два уобичајена у прошлости мишљења о овој теми била су да име града потиче од старословенског „страхањ“, што значи „прорез“, или од скитских речи „ас“, тј. војвода, и „тархан“. Обе верзије оповргао је руски историчар Василиј Никитич Татишчев.
Име града у разним записима Комплетне збирке руских летописа: Азсторокањ, Азтаракањ, Азтарокањ, Азторакањ, Азторокањ, Азторохањ, Асторокањ, Асторохањ, Астрохањ, Хазторокањ.
Једнако неодржива је и верзија идентитета имена Тмуторокан и Азторокан, која је на све могуће начине промовисана у доба московског цара Ивана Грозног, а која се појавила зарад политичких интереса како би се поткрепиле претензије Москве на античке руске земље Тмуторокана. Ова верзија се поново појавила у аматерским радовима астраханског локалног историчара М. Кононенка већ 1990-их (објашњавајући назив „Аз-торок-кан“ као „ивица (крај) прве препреке“), али не подноси критику, пошто је аутор, ради оправдања, измислио Азтороканску кнежевину или краљевство, које је постојало и пре доласка Монголи у областима Волге и Дона.
Татари-мишари имају легенду да су имали свог владара Сарај-кан, који је имао синове Астер-кан и Касим-кан. Ова легенда јасно показује покушај да се објасни порекло имена градова Сарај, Астрахан и Касимов.
Најчешћа легенда међу Астраханцима је легенда о извесном кану по имену Астра, који је овде владао у давна времена, или о његовој ћерки Астри, по којој је град добио име. Легенда је очигледно касног руског порекла. Питање његове веродостојности у научним круговима никада се није постављало.
Постоје и контроверзне теорије, које повезују име града са племеном Аса, који је наводно овде лутао у средњем веку, и са тарханским писмом, које су Аси примили од кана Златне хорде. Међутим, научници не знају ништа ни о једном племену Аса у околини Астрахана из историјских или археолошких извора. Историјски познати Аси или Јаси су Алани Северног Кавказа или Донског региона, а у контексту области Доње Волге помињу се само једном, у путописним белешкама Вилхелма де Рубрука, као становници града Сумеркента у предмонголско доба.
Постојала је верзија порекла топонима Астрахан од туркијског ас — дно, ниже (или асра — доле) и таркан, таракан — пребивајући (од тар, тоур, тор — стајати, боравити). Астаракан — налази се у доњем току, ниже.
Постоје подаци о граду 1666. године од отоманског путника и писца Евлије Челебија, који је до нашег времена сачувао још једну легенду о пореклу имена града. Он именује Астрахан на исти начин као и други путници и писци турског и кримског порекла Аждерхан, и пише да је раније у околини града живео зли змај аждерха (лик уобичајен у турском фолклору), који је поражен џигитом, ослобађајући тако становнике града од несреће. Град, основан на месту где је змај умро, одлучено је да се назове по змају Аждерхан (Змајев). Астрахански етнограф А. В. Сизранов забележио је занимљиву паралелу ове легенде са легендом о Зиланту, змају, симболу татарског Казања.
Најраније помињање града потиче од арапског путника Ибн Батуте, који је посетио Хаџитархан 1334. године. Написао је: „За Татаре Тархан значи место ослобођено од пореза. Овај град је добио име по турском хаџију (ходочаснику), једном од побожних, који се појавио на овом месту. Султан му је дао ово место без царине, и оно је постало село; затим се повећао и постао град”. Ову верзију порекла имена препричали су В. Н. Татишчев и С. Г. Гмелин, чувши је од астраханских Татара. Ова верзија се налази и касније, у историјским записима 19. века, забележена по речима локалних верских (муслиманских) власти.
У савременој историјској науци, управо се ова верзија сматра једином оправданом, јер постоје материјални докази: велики број новчића Златне Хорде 14–15 века, пронађених како на територији насеља Шарени Бугор, тако и у другим златнохордским насељима, где се јасно очитава место ковања, град Хаџитархан. Име овог златнохордског града различито су изговарали различити путници и амбасадори, јер су говорили различитим језицима и прилагођавали их непознатом звуку. Из тог разлога, имена Хаџитархан, Ас-тархан, Цитрахан, Цитархан, Дастархан, Асхтар-хан, Гаџи-таркхан, Гинтрахан, Аџи-дархан, Адјаш-тархан, Астороган, итд., су имена истог града. Главну улогу у искривљавању имена Хаџитархан, појаву кримско-отоманске верзије почетком 16. века са почетним А- Аждархан и њеном трансформацији у Астрахан одиграли су закони транзиције звукова на туркијским језицима (Хаџи > Аџи > Ази > Аз > Ас) и транслитерација туркијског назива града при писању латиничним словима на средњовековним портоланским мапама и при поновном читању.

## Физичко-географске карактеристике
Астрахан се налази на југоистоку Источноевропске равнице, у Каспијској низији, у зони полупустиња. Координате центра: 46° 21′ N 48° 2′ E / 46.350° С; 48.033° И. Смештен на 11 острва, град се протеже дуж обале Волге на више од 45 км. Рељеф је раван, са засебним малим брежуљцима релативне висине 5–15 м. Висина центра града изнад нивоа мора је −23 м.

### Клима
Клима је умереноконтинентална, сушна са великим годишњим и летњим дневним амплитудама температуре ваздуха, малим падавинама и великим испаравањем воде. Град карактеришу источни, југоисточни и североисточни ветрови, суви ветрови се примећују од априла до августа. Овакав тип климе објашњава се географским положајем града у полупустињској зони.
У просеку има 213 сунчаних дана годишње. Дужина дана у Астрахану варира од 8 сати и 36 минута 22. децембра до 15 сати и 48 минута 22. јуна. Годишња количина падавина: 234 мм. Што се тиче количине падавина, Астрахан је највећи сушни град у Европи.
Прва запажања времена почела су 1745. године од стране појединачних астраханских ентузијаста. 1888. године отворена је метеоролошка станица у Астраханској реалној школи. Године 1934. основана је астраханска филијала Хидрометеоролошке службе, која је после низа реорганизација 1987. трансформисана у Астрахански центар за хидрометеорологију и мониторинг животне средине. Највиша температура забележена у Астрахану за цео период посматрања: +43,4 °C, а најнижа: −33,6 °C.
| Клима Астрахана             | Клима Астрахана | Клима Астрахана | Клима Астрахана | Клима Астрахана | Клима Астрахана | Клима Астрахана | Клима Астрахана | Клима Астрахана | Клима Астрахана | Клима Астрахана | Клима Астрахана | Клима Астрахана | Клима Астрахана |
| Показатељ \ Месец           | .Јан.           | .Феб.           | .Мар.           | .Апр.           | .Мај.           | .Јун.           | .Јул.           | .Авг.           | .Сеп.           | .Окт.           | .Нов.           | .Дец.           | .Год.           |
| --------------------------- | --------------- | --------------- | --------------- | --------------- | --------------- | --------------- | --------------- | --------------- | --------------- | --------------- | --------------- | --------------- | --------------- |
| Апсолутни максимум, °C (°F) | 14,0 (57,2)     | 16,9 (62,4)     | 24,0 (75,2)     | 32,0 (89,6)     | 36,8 (98,2)     | 39,9 (103,8)    | 41,0 (105,8)    | 40,8 (105,4)    | 38,0 (100,4)    | 29,9 (85,8)     | 21,6 (70,9)     | 16,4 (61,5)     | 41,0 (105,8)    |
| Средњи максимум, °C (°F)    | −0,1 (31,8)     | 0,7 (33,3)      | 7,8 (46)        | 17,4 (63,3)     | 23,8 (74,8)     | 29,3 (84,7)     | 32,0 (89,6)     | 30,7 (87,3)     | 24,3 (75,7)     | 16,3 (61,3)     | 7,4 (45,3)      | 1,2 (34,2)      | 15,9 (60,6)     |
| Просек, °C (°F)             | −3,6 (25,5)     | −3,7 (25,3)     | 2,3 (36,1)      | 11,1 (52)       | 17,7 (63,9)     | 23,1 (73,6)     | 25,6 (78,1)     | 24,0 (75,2)     | 17,7 (63,9)     | 10,4 (50,7)     | 3,1 (37,6)      | −1,9 (28,6)     | 10,5 (50,9)     |
| Средњи минимум, °C (°F)     | −6,5 (20,3)     | −7,1 (19,2)     | −1,9 (28,6)     | 5,9 (42,6)      | 12,1 (53,8)     | 17,4 (63,3)     | 19,6 (67,3)     | 18,0 (64,4)     | 12,3 (54,1)     | 5,9 (42,6)      | 0,3 (32,5)      | −4,6 (23,7)     | 6,0 (42,8)      |
| Апсолутни минимум, °C (°F)  | −31,8 (−25,2)   | −33,8 (−28,8)   | −26,9 (−16,4)   | −8,9 (16)       | −1,1 (30)       | 6,1 (43)        | 10,1 (50,2)     | 6,1 (43)        | −2,0 (28,4)     | −10,5 (13,1)    | −25,8 (−14,4)   | −29,9 (−21,8)   | −33,8 (−28,8)   |
| [ тражи се извор ]          |                 |                 |                 |                 |                 |                 |                 |                 |                 |                 |                 |                 |                 |

## Историја
Од 6. века Астрахан је био једна значајна пијаца између Европе и Каспијског мора. Од 13. века ту су се населили Татари. Град је постао средиште једног татарског каганата, а од 1556. године, од времена Ивана Грозног прешао је под власт Русије.
Године 1569. Астрахан су опселе отоманске трупе, али су биле принуђене да се повуку у нереду. Идуће године, Турци су одустали од напада на Астрахан, омогућивши тако Русима да плове читавом Волгом. Тако је у 17. веку град постао капија руског продора на Оријент. Многи трговци из Јерменије, Персије населили су се у граду.
Забележена је једна велика побуна против руског цара почетком 18. века у Астрахану. Изграђен је кремљ и Успенска црква.

## Становништво
Према прелиминарним подацима са пописа, у граду је 2010. живело 520.662 становника, 16.161 (3,20%) више него 2002.
| 1939.   | 1959.   | 1970.   | 1979.   | 1989.   | 2002.   | 2010.   |
| ------- | ------- | ------- | ------- | ------- | ------- | ------- |
| 253.595 | 295.768 | 410.473 | 461.003 | 509.210 | 504.501 | 520.339 |

У Астрахану живе представници више од 173 националности, 14 верских конфесија у миру коегзистирају, функционише 17 друштава националних култура, 155 јавних удружења.
| Народ                         | Број, особа | Удео оних, за које су информације о националности доступне у попису, % |
| ----------------------------- | ----------- | ---------------------------------------------------------------------- |
| Руси                          | 339 853     | 77,93                                                                  |
| Татари                        | 30 432      | 6,98                                                                   |
| Казаси                        | 23 783      | 5,45                                                                   |
| Азербејџанци                  | 5737        | 1,31                                                                   |
| Јермени                       | 4195        | 0,96                                                                   |
| Украјинци                     | 4141        | 0,95                                                                   |
| Ногајци                       | 3777        | 0,87                                                                   |
| Аварци                        | 3693        | 0,85                                                                   |
| Лезгини                       | 3255        | 0,75                                                                   |
| Цигани                        | 2141        | 0,49                                                                   |
| Остало                        | 11 080      | 2,54                                                                   |
| Укупно назначена националност | 436 075     | 100,00                                                                 |
| Националност није наведена    | 84 264      |                                                                        |

## Партнерски градови
- Сари
- Рашт
- Ахмедабад
- Атирау
- Брест
- Гран Попо
- Љубљана
- Исламабад